# Alan Ruschel
Alan Luciano Ruschel (* 23. August 1989 in Nova Hartz oder Taquara) ist ein brasilianischer Fußballspieler. Er wird auf der Position eines Mittelfeldspielers auf der linken Seite eingesetzt. Sein spielstarker Fuß ist links.

## Karriere
Ab dem 1. Januar 2018 stand Ruschel zum dritten Mal beim brasilianischen Erstligisten Chapecoense unter Vertrag. Ruschel ist einer der sechs Überlebenden des Flugzeugabsturzes des LaMia-Fluges 2933 am 28. November 2016, bei dem fast die gesamte Fußballmannschaft von Chapecoense ums Leben kam. Sein erstes Spiel nach dem Unglück bestritt Ruschel am 13. September 2017 im Achtelfinale der Copa Sudamericana 2017 gegen Flamengo Rio de Janeiro. Im Zuge der laufenden Saison 2019 wurde Ruschel an den Ligakonkurrenten Goiás EC ausgeliehen. Im Folgejahr konnte sich Ruschel bei Chapecoense als Stammspieler etablieren. Ende Januar 2021 gewann er mit dem Klub in der 2. brasilianischen Liga die Meisterschaft 2020.
Im Februar 2021 wechselte Ruschel ablösefrei zu Cruzeiro Belo Horizonte. Der Kontrakt erhielt eine Laufzeit über zwei Jahre. Nach dem Ende der Staatsmeisterschaft von Minas Gerais für Cruzeiro, wurde Ruschel an den América Mineiro ausgeliehen. Bis dahin hatte Ruschel für Cruzeiro fünf Spiele in der Staatsmeisterschaft und eines im Copa do Brasil 2021 bestritten. Mit América sollte er in der Série A 2021 antreten. Die Leihe wurde bis zum Ende der Meisterschaft im Dezember des Jahres befristet. Nachdem diese geendet hatte, lief auch sein Kontrakt mit Cruzeiro aus. Ruschel wechselte für die Saison 2022 zum Londrina EC und kehrte für die Folgespielzeit zu seinem ersten Profiklub Juventude zurück.

## Erfolge
Juventude
- Copa Federação Gaúcha de Futebol: 2012

Internacional
- Staatsmeisterschaft von Rio Grande do Sul: 2014, 2015

Chapecoense
- Staatsmeisterschaft von Santa Catarina: 2016, 2017, 2020
- Copa Sudamericana: 2016
- Série B: 2020